# Формула трубки

Кривая и её трубчатая окрестность.

Формула трубки или формула Вейля — выражение для объёма {\displaystyle r}-окрестности подмногообразия как многочлен от {\displaystyle r}. 
Предложена Германом Вейлем.

## Формулировка
Пусть {\displaystyle M} замкнутое {\displaystyle m}-мерное подмногообразие в {\displaystyle n}-мерном евклидовом пространстве,
соответственно {\displaystyle k=n-m} есть коразмерность {\displaystyle M}.
Обозначим через  {\displaystyle M_{r}} {\displaystyle r}-окрестность {\displaystyle M}.
Тогда для всех достаточно малых положительных значений {\displaystyle r} выполняется равенство
{\displaystyle V(M_{r})=\omega _{k}\cdot r^{k}\cdot \sum _{m\geq 2\cdot i\geq 0}V_{i}(M)\cdot {\frac {r^{2\cdot i}}{k\cdot (k+2)\cdots (k+2\cdot i)}},}
где 
{\displaystyle V(M_{r})} — объём {\displaystyle M_{r}}, {\displaystyle \omega _{k}} — объём единичного шара в {\displaystyle k}-мерном евклидовом пространстве. и
{\displaystyle V_{i}(M)=\int \limits _{M}p_{i}(\mathrm {Rm} )}
для некоторого однородного многочлена {\displaystyle p_{i}} степени {\displaystyle i}; здесь {\displaystyle \mathrm {Rm} } обозначает тензор кривизны.
Выражение {\displaystyle p_{i}(\mathrm {Rm} )} — это так называемая кривизна Липшица — Киллинга,
она пропорциональна среднему пфафиану тензора кривизны по всем {\displaystyle (2\cdot i)}-мерным подпространствам касательного пространства.

### Замечания
- Младший ненулевой коэффициент  {\displaystyle V_{0}(M)}  есть {\displaystyle m}-мерный объём {\displaystyle M}.
- Если размерность {\displaystyle M} чётна, {\displaystyle m=2\cdot k}, то 
{\displaystyle V_{k}=\chi (M),}

где {\displaystyle \chi (M),} — эйлерова характеристика {\displaystyle M}.

## Следствия
- Объём {\displaystyle r}-окрестности {\displaystyle \gamma _{r}} простой замкнутой гладкой кривой {\displaystyle \gamma } в {\displaystyle n}-мерном евклидовом пространстве при малых {\displaystyle r} выражается формулой
{\displaystyle V(\gamma _{r})=L(\gamma )\cdot r^{n-1},}

где {\displaystyle L(\gamma )} обозначает длину {\displaystyle \gamma }.
- Для гладких замкнутой поверхности {\displaystyle M} в 3-мерном евклидовом пространстве выполняется равенство
{\displaystyle V(M_{r})=S(M)\cdot r+{\tfrac {2}{3}}\cdot \pi \cdot \chi (M)\cdot r^{3}.}
- Если два подмногообразия евклидова пространства изометричны, то объёмы их {\displaystyle r}-окрестностей совпадают для всех малых положительных {\displaystyle r}.

## Вариации и обобщения
- Формула полутрубки для гиперповерхностей выражает объём односторонней {\displaystyle r}-окрестности {\displaystyle M_{r}^{+}}, она также является многочленом от {\displaystyle r}, но не все коэффициенты зависят от внутренней кривизны. В частности для поверхностей в трёхмерном пространстве формула полутрубки принимает вид
{\displaystyle V(M_{r}^{+})=S(M)\cdot r+{\biggl [}\int \limits _{M}H{\biggr ]}\cdot r^{2}+{\tfrac {2}{3}}\cdot \pi \cdot \chi (M)\cdot r^{3},}

где {\displaystyle H} обозначает среднюю кривизну.